# Phoboscincus
Phoboscincus is een geslacht van hagedissen die behoren tot de familie skinken (Scincidae).

## Naam en indeling
De wetenschappelijke naam van de groep werd voor het eerst voorgesteld door Allen Eddy Greer in 1974. Er zijn twee soorten die eerder behoorden tot de geslachten Eumeces en Riopa.

## Verspreiding en habitat
De skinken komen voor in delen van zuidelijk Azië en leven endemisch in Nieuw-Caledonië.
Door de internationale natuurbeschermingsorganisatie IUCN is aan beide soorten een beschermingsstatus toegewezen. De soort Phoboscincus bocourti wordt beschouwd als 'bedreigd' (Endangered of EN) en de skink Phoboscincus garnieri staat te boek als 'veilig' (Least Concern of LC).

## Soorten
Het geslacht omvat de volgende soorten, met de auteur en het verspreidingsgebied.
| Naam                  | Auteur        | Verspreidingsgebied                              |
| --------------------- | ------------- | ------------------------------------------------ |
| Phoboscincus bocourti | Brocchi, 1876 | Nieuw-Caledonië                                  |
| Phoboscincus garnieri | Bavay, 1869   | Nieuw-Caledonië inclusief de Loyaliteitseilanden |